# Hettange-Grande
Hettange-Grande er en by i det nordøstlige Frankrig, beliggende i regionen Grand Est, departementet Moselle. Byen har omkring 7.800 indbyggere og dækker et areal på omkring 16 km2.
Byen var en del af hertugdømmet Luxembourg indtil 1659 Pyrenæerfreden, hvor området overgik til fransk herredømme.